# Walhalla wacht
Walhalla wacht is het tweede album van de Gelderse folkmetalband Heidevolk. Het album werd uitgebracht op 28 maart 2008.

## Tracklist
1. Saksenland (5:37)
2. Koning Radboud (3:40)
3. Wodan Heerst (8:04)
4. Hulde aan de Kastelein (1:03)
5. Walhalla Wacht (4:11)
6. Opstand der Bataven (4:36)
7. Het Wilde Heer (5:48)
8. Naar de Hal der Gevallenen (1:59)
9. Zwaarden Geheven (4:08)
10. Dageraad (2:22)